# 12446 Juliabryant
12446 Juliabryant (1996 PZ6) là một tiểu hành tinh vành đai chính bên trong được phát hiện ngày 15 tháng 8 năm 1996 bởi R. H. McNaught và J. B. Child ở Macquarie.